# The Ring (Roman)
The Ring (jap. リング, Ringu) ist ein Roman von Kōji Suzuki aus dem Jahr 1991. Er ist der erste Teil der Ring-Trilogie und wurde sowohl in Japan als auch in Hollywood und Korea mehrmals verfilmt. In diesem Roman geht es um ein mysteriöses Videoband, das jeden, der es gesehen hat, nach sieben Tagen tötet.

## Handlung
Vier Jugendliche sterben am selben Tag zum selben Zeitpunkt an derselben mysteriösen Todesursache: Plötzliches Herzversagen, ihre Gesichter vor Entsetzen verzerrt. Journalist Asakawa Kazuyuki, der Onkel einer der Toten, glaubt nicht an einen Zufall und findet heraus, dass die vier eine Woche vor ihrem Tod ein gemeinsames Wochenende im Blockhüttendorf Pacific Land in Hakone verbracht haben. Da es sein einziger Anhaltspunkt ist, reist Asakawa selbst nach Hakone und stößt dort auf ein mysteriöses Videoband. Darauf sind verstörende Szenen wie aus einem Alptraum zu sehen, die ihn zutiefst erschüttern – und ein Hinweis, dass jeder, der das Video gesehen hat, nach exakt sieben Tagen sterben wird. Doch auch ein Weg, den Fluch zu brechen, wird erwähnt; dieser überlebenswichtige Abschnitt wurde jedoch überspielt. Kurz darauf klingelt das Telefon. Niemand scheint in der Leitung zu sein, aber Asakawa ist nun klar, woran die Jugendlichen gestorben sind. Entschlossen beschließt er, hinter das Geheimnis des Fluches zu kommen.
Tags darauf weiht Asakawa einen alten Schulfreund, den undurchschaubaren Ryuji Takayama, ein. Dieser sieht sich ebenfalls das Video an, wodurch nun das Leben beider in Gefahr ist. Nach und nach finden die beiden heraus, dass das Video nicht mit einer Kamera aufgenommen wurde, sondern Erinnerungen und Gedanken einer übersinnlich begabten Frau zeigt. Die beiden beschließen, diese Frau zu finden, doch sie geraten noch mehr unter Druck. Asakawas Frau und seine kleine Tochter haben nämlich aus Neugier das Video gesehen und sind nun ebenfalls mit dem Fluch infiziert.
Schließlich stoßen sie auf Informationen über Sadako Yamamura, deren Mutter eine Zeit lang ein sehr berühmtes Medium war, jedoch nach einer öffentlichen Vorführung als Betrügerin bezeichnet wurde und daraufhin Selbstmord beging. Wie sich herausstellt, war auch Sadako übersinnlich begabt und die Hinweise, dass sie die Urheberin des Videos ist, verdichten sich. Da sie jedoch schon seit Jahren verschwunden ist, verfolgen Asakawa und Ryuji ihre Spur, bis sie schließlich den Arzt Dr. Nagao finden. Dieser – er war das letzte Pocken-Opfer in Japan – hat Sadako vor dreißig Jahren in einem Fieberanfall vergewaltigt und in einen Brunnen geworfen. In der Hoffnung, die Bergung ihres Leichnams könnte den Fluch beenden, kehren die beiden zum Pacific Land zurück, dem Ort, an dem der Brunnen einst stand. Unter der Blockhütte finden sie ihn und können Sadakos Leiche bergen. Asakawa lebt noch, obwohl seine Frist abgelaufen ist, somit scheinen sie tatsächlich gerettet zu sein.
Doch Tags darauf stirbt Ryuji an plötzlichem Herzversagen. Asakawa wird klar, dass es noch nicht zu Ende ist, und fieberhaft überlegt er, warum er überlebt hat und Ryuji nicht. Schließlich glaubt er, die Lösung gefunden zu haben: Er hat das Video kopiert und jemand anderem gezeigt. Im Glauben, so seine Familie retten zu können, fährt er zu ihnen – im Wissen, ein grauenvolles Virus in die Welt zu setzen.

## Titel
Viel wurde über die Herkunft des Titels spekuliert. Tatsächlich bezieht sich „Ring“ nicht auf die Form des Brunnens (wie es im amerikanischen Film-Remake erklärt wird), sondern wird ursprünglich vom englischen Wort „to ring“ abgeleitet, welches das Klingeln des Telefons nach dem Ansehen des Videos bezeichnet. Während der Buchreihe werden allerdings noch weitere Erklärungen für den Titel geboten. So ist mit „ring“ ebenfalls die Form des Virus gemeint, welches die eigentliche Todesursache darstellt, sowie auch ein Kreislauf der Wiedergeburt und des Sterbens, den Sadako und Asakawas Freund Ryuji durchmachen.

## Fortsetzungen
Nach dem Erfolg von The Ring folgten zwei Fortsetzungen, Spiral – The Ring II und Loop – The Ring III. Auch wenn sie die Handlung von The Ring fortführen, entwickeln sie sich jedoch jeweils in gänzlich neue und andere Richtungen. Zudem wurde eine Kurzgeschichtensammlung mit dem Titel the ring 0: birthday veröffentlicht.

## Verfilmungen
Die Geschichte wurde zum ersten Mal 1995 verfilmt. Der Fernsehfilm Ring: Kanzenban war jedoch kein großer Erfolg.
Wesentlich bedeutender war der Kinofilm Ring (auch Ringu oder Ring – Das Original genannt) von 1998, der auch international Erfolge feierte. Am selben Tag lief auch die Fortsetzung Rasen, eine Verfilmung von Spiral, an. 1999 folgten Ring 2 und die Fernsehserien Ring: Saishuushou und Rasen: The Series, sowie ein koreanisches Remake namens The Ring Virus. 2000 wurde mit Ring Ø die Film-Trilogie (Ring, Ring 2 und Ring Ø) abgeschlossen.
2002 brachte Hollywood schließlich sein eigenes Remake The Ring heraus, die Fortsetzung The Ring 2 kam 2005 in die Kinos. 2017 folgte mit Rings eine weitere Fortsetzung.